# Orientolaelaps eutamiasi
Orientolaelaps eutamiasi är en spindeldjursart som beskrevs av Bregetova och V.P. Shcherbak 1977. Orientolaelaps eutamiasi ingår i släktet Orientolaelaps och familjen Rhodacaridae. Inga underarter finns listade i Catalogue of Life.